# Lomas del Pedregal, Santa Cruz Itundujia
Lomas del Pedregal är en ort i Mexiko.   Den ligger i kommunen Santa Cruz Itundujia och delstaten Oaxaca, i den sydöstra delen av landet, 300 km sydost om huvudstaden Mexico City. Lomas del Pedregal ligger 2 482 meter över havet och antalet invånare är 151.
Terrängen runt Lomas del Pedregal är bergig åt sydväst, men åt nordost är den kuperad. Runt Lomas del Pedregal är det ganska glesbefolkat, med 27 invånare per kvadratkilometer. Närmaste större samhälle är Santa Cruz Itundujia, 2,1 km norr om Lomas del Pedregal. I omgivningarna runt Lomas del Pedregal växer i huvudsak blandskog.